# هورگاو
هورگاو (به آلمانی: Horgau) یک شهر در آلمان است که در آوگسبورگ واقع شده‌است.